# Johann Schroth

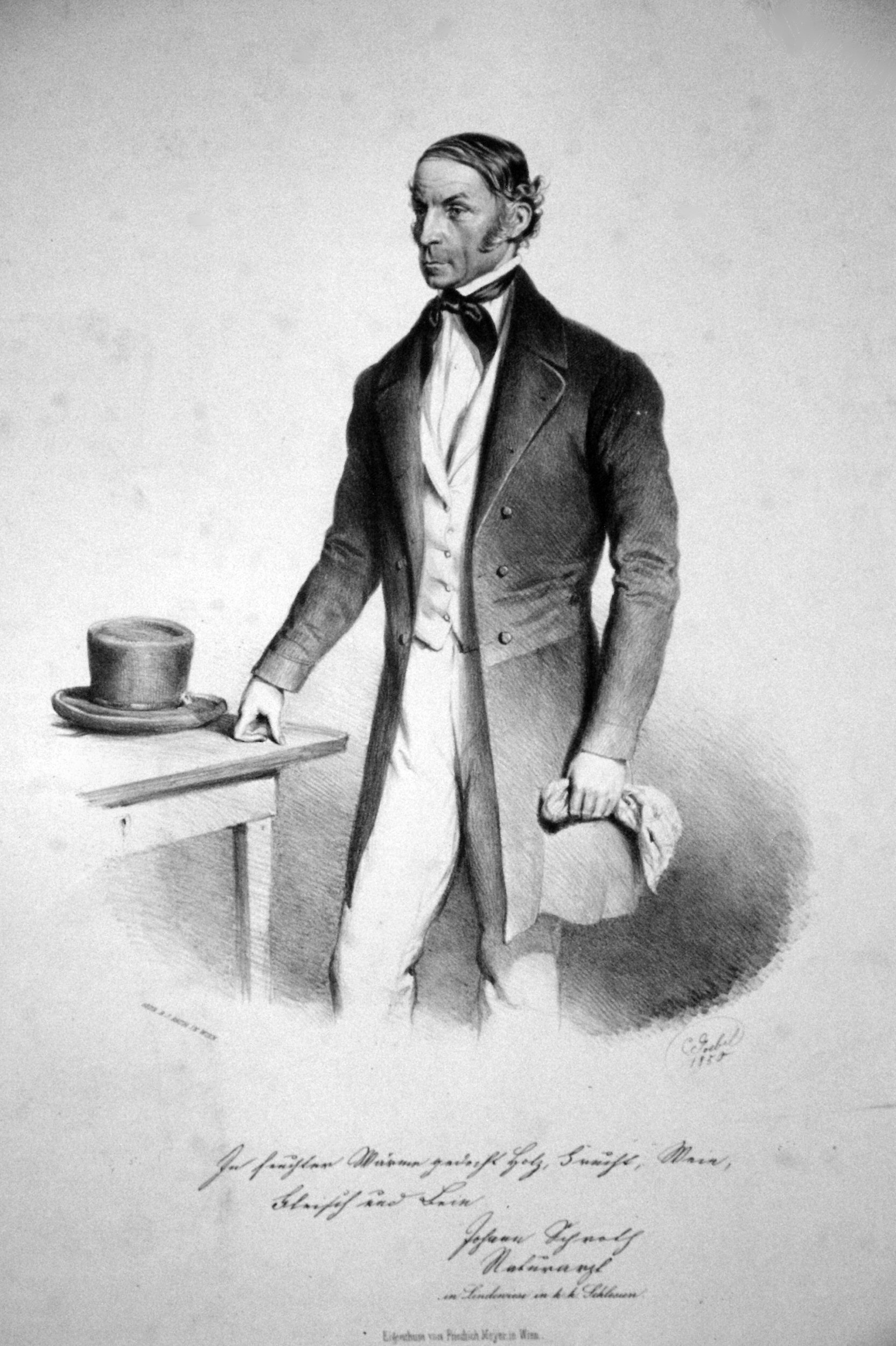
Johann Schroth, Lithographie von Carl Goebel, 1850

Johann Schroth, auch Johannes Schroth, (* 11. Februar 1798 in Böhmischdorf bei Freiwaldau in Österreichisch-Schlesien; † 26. März 1856 in Lindewiese) war ein Naturheiler und Erfinder der nach ihm benannten Schrothkur. Er wurde auch Semmeldoktor genannt, weil trockene Brötchen ein wichtiger Bestandteil der Kur waren.

## Leben
Über das Geburtsdatum von Johann Schroth gibt es unterschiedliche Angaben, entweder 1797 oder 1798; es gibt auch die Angabe 2. Februar 1800. Im Allgemeinen wird der 11. Februar 1798 angenommen, wobei es sich allerdings dabei um sein Taufdatum handelt; in der zeitgenössischen Literatur wird als Geburtstag auch der 2. Februar genannt. Sein Geburtsort Böhmischdorf gehörte zu Österreichisch-Schlesien. Ein anderer Naturheiler, Vincenz Prießnitz, war in der Grundschule ein Schulkamerad von Schroth. Als Schroth eben 9 Jahre alt war, starb sein leiblicher Vater, Johann Melchior Schroth (1747–1807). Nach der erneuten Verehelichung seiner Mutter Theresia geb. Werner (gest. 1836) kam der junge Schroth auf den Hof seines Stiefvaters, des Fuhrmannes und Witwers Ignatz Gröger aus Niederlindewiese (Unterlindeweise) bei Freiwaldau (Altvatergebirge), wohin die Familie zog und Johann Schroth dann wirkte.
Mit etwa 18 Jahren wurde Schroth vom Hufschlag eines Pferdes am rechten Knie verletzt, das daraufhin steif blieb. Ein Mönch vom Orden der Barmherzigen Brüder soll ihm zu kalten Umschlägen geraten haben. Nach mehreren Wochen bemerkte Schroth eine deutliche Besserung, worauf er diese Therapie auch bei anderen anwandte (Prießnitz hatte seine Wassertherapie durch einen fast identischen Unfall ebenfalls auf diese Weise entwickelt). Schroth schrieb die Heilwirkung jedoch vor allem der feuchten Wärme („als Bedingung des Bestehens und Gedeihens aller Körper in der Thier- und Pflanzenwelt“) zu und entwickelte einen Ganzkörperwickel.
Ein weiteres Element seiner Schrothkur, die Diät mit Trockentagen, entnahm Schroth Beobachtungen an erkranktem Vieh, das dann das Futter verweigerte, kaum trank und sich wenig bewegte. Das brachte ihn auf die Idee, dieses Verhalten als Kur auf kranke Menschen zu übertragen. Diese Methode zeigte offenbar Erfolge, und Schroth geriet bald in den Ruf, ein Wunderdoktor zu sein, wurde aber auch als Scharlatan bezeichnet und der Kurpfuscherei bezichtigt. So gerieten im 19. Jahrhundert auch die Anhänger der Prießnitzschen Wasserkur und die der Schrothkur in einen heftigen Methodenstreit. Die Allgemeine Deutsche Biographie urteilt dazu: 

„Aber an beiden Gründungsstätten der Curen, in Lindewiese und in Gräfenberg, ist viel gesündigt worden: der eine (Prießnitz, erg.) wollte mit kaltem Wasser, mit vielen Getränken seine Kranken überflutend, bei grober Kost durch Abhärtung den Organismus zur Selbstheilung antreiben; der andere (Schroth, erg.) wollte, so viel als möglich Flüssigkeiten entziehend, das Wasser innerlich scheuen und der trockenen Nahrung und der feuchten Wärme huldigen.“

Schon zu Lebzeiten Schroths gab es neben Lobeshymnen auch heftige Kritik, vor allem von Medizinern. Einer bezeichnete die Kur als Unterernährungsdiät, die vor allem für Hypochonder gut sei.
Johann Schroth starb an den Folgen eines Herzleidens, 1870 wurde ihm in Lindewiese ein Denkmal errichtet. Sein Sohn Emanuel (1832–1890) setzte die Schrothkuren in der väterlichen Heilanstalt fort. Nach dessen Tod wurde die Schrothsche Kuranstalt im Auftrag von dessen noch minderjährigem Sohn Rochus (1878–1913) von Karl Schroth sen. (1865–1915) ärztlich weiter geleitet. Rochus Schroth veranlasste später die Gründung einer Aktiengesellschaft, unter der die Kuranstalt bis zur zwangsweisen Auflösung im Jahr 1945 fortbestand. Deren letzter deutsche Chefarzt, Karl Schroth jun. (1898–1946), starb in Prag an den Folgen der erlittenen Misshandlungen.